# Eugène Afrika
Eugène Afrika, född 14 april 1971, är en luxemburgsk före detta fotbollsspelare.
Han medverkade i två landskamper för Luxemburgs landslag; en 0-3-förlust mot Polen i kvalet till EM 2000 1998 och i en vänskapsmatch mot Island 1999. Afrika är förste färgade person att representera Luxemburgs landslag.
Afrika dömdes 2011 till fem års fängelse för en våldtäkt som ägt rum 2008. Straffet kortades efter överklagan till tre år. Afrikas advokat anmälde domen till kassationsdomstol men ansökan avslogs.

## Meriter
- Luxemburgsk cupmästare 1995/1996 med Union Luxembourg